# Szél támad
A Szél támad (風立ちぬ; Kaze tacsinu; Hepburn: Kaze tachinu; angol címén The Wind Rises) 2013-ban bemutatott japán animációs filmdráma, amelyet Mijazaki Hajao írt és rendezett és a Studio Ghibli gyártásában készült.
Japánban a Toho mutatta be 2013. július 20-án, Észak-Amerikában pedig a Touchstone Pictures forgalmazásában adták ki 2014. február 21-én. Magyarországon a Cirko Film forgalmazásában mutatták be a mozik, a premier 2014. június 19-én volt.
A Szél támad c. film fikciókkal átszőtt életrajzi mű Horikosi Dzsiró (1903–1982) japán repülőgép-tervezőről, a – többek között – híres Mitsubishi A6M Zero második világháborús vadászgép megalkotójáról. A film Mijazaki azonos című mangájának feldolgozása, amely kis mértékben Hori Tacuo 1937-es mangáján alapul. Ez Mijazaki utolsó filmje, amelyet 2013 szeptemberi visszavonulása előtt rendezett.
Japánban a Szél támad volt a legnagyobb bevételt hozó film 2013-ban, a kritikusok elismerően írtak róla. Több díjra is jelölték, mint a Oscar-díj a legjobb animációs filmnek, a Golden Globe-díj a legjobb idegen nyelvű filmnek, vagy a Japan Academy Prize az év animációjának.